# Nissa Sport Club 1984-1985
Questa pagina raccoglie le informazioni riguardanti la Nissa Sport Club nelle competizioni ufficiali della stagione 1984-1985.

## Rosa
| N. |                   | Ruolo | Calciatore           |
| -- | ----------------- | ----- | -------------------- |
|    | Italia (bandiera) | D     | Pietro Adelfio       |
|    | Italia (bandiera) | A     | Angelo Agliuzza      |
|    | Italia (bandiera) | D     | Mario Elio Carlino   |
|    | Italia (bandiera) | C     | Fabio Casadei        |
|    | Italia (bandiera) | C     | Angelo Cracchiolo    |
|    | Italia (bandiera) | C     | Giuseppe Di Emanuele |
|    | Italia (bandiera) | P     | Francesco Gentiluomo |
|    | Italia (bandiera) | C     | Ercole Giudice       |
|    | Italia (bandiera) | C     | Salvatore Grillo     |
|    | Italia (bandiera) | A     | Matteo Ingrassia     |
|    | Italia (bandiera) | D     | Salvatore Labruzzo   |

| N. |                   | Ruolo | Calciatore          |
| -- | ----------------- | ----- | ------------------- |
|    | Italia (bandiera) | C     | Maurizio Lo Giudice |
|    | Italia (bandiera) | P     | Angelo Morreale     |
|    | Italia (bandiera) | D     | Giovanni Palladino  |
|    | Italia (bandiera) | D     | Giuseppe Puma       |
|    | Italia (bandiera) |       | Sardo               |
|    | Italia (bandiera) | A     | Giuseppe Suriano    |
|    | Italia (bandiera) | C     | Giovanni Tarantino  |
|    | Italia (bandiera) | C     | Salvatore Tarantino |
|    | Italia (bandiera) | C     | Marco Tomaselli     |
|    | Italia (bandiera) | A     | Salvatore Zappalà   |